# 淡河疎水
淡河疎水（おうごそすい）は、兵庫県神戸市北区から加古郡稲美町を通る疏水である。正式名称は淡河川疏水（おうごがわそすい）で、山田川疎水と合わせて淡山疏水（たんざんそすい）とも呼ばれ疏水百選に選ばれている。印南野台地への農業用水確保の目的で築造された。

## 歴史
- 1888年 - 着工。
- 1891年 - 完成。
- 1892年 - 疏水・隧道工事終了。
- 2004年 - 国道175号拡幅工事により、小林水路橋撤去。三木ホースランドパーク内にて水路橋の石材を保管。
- 2009年－三木ホースランドパーク内にて保管していた小林水路橋の石材は、兵庫県国土交通省事務所により他所に移動。現在、同パークに小林水路橋の石材は保管されていない。
- 2014年 - 国際かんがい排水委員会によるかんがい施設遺産に登録。

## 概要
- 長さ：約26.3km
- 始点：兵庫県神戸市北区淡河町木津
- 終点：兵庫県加古郡稲美町

疏水築造以前の畑作を中心とした印南野台地において、米作への転換の目的で新たな農業用水が必要となり、明治21年に淡河村木津から淡河川疏水工事に着手、3年4か月を費やして明治24年4月に完成する。設計は、内務省技師の田辺義三郎と横浜水道の計画・建設者であるイギリス人ヘンリー・S・パーマーが担当した。計画されながら難工事が予想されて見送りとなっていた山田川疏水は、淡河川疏水の完成を見て改めて明治44年に神戸市北区の山田川からの疏水工事に着手し、大正4年に完成する。神戸市北区の木津川から、稲美町の印南野台地まで通す疏水で、隧道は28か所あり、総延長は約5,200mにもおよぶ。工事は、難航をきわめ、特に芥子山隧道は土質が崩れやすく、湧水が多いため、請負人の手に負えず、県の直営工事として進められた。
現在は東播地方のため池の多くとこれらの疏水は、昭和45年度に事業着工され、平成4年度に完成した国営東播用水事業で整備されたダムや水路によって潤されている。
| 流路は木津の頭首工（①）から取水された導水路が概ね淡河川本流と兵庫県道38号三木三田線に並走する（②）。神戸市北区淡河町淡河の国道428号丸山橋脇で東播用水の僧尾川と立体交差し（③）用水からの給水を受ける。淡河町勝雄の山陽自動車道下から隧道となり、三木市志染町戸田の山陽自動車道脇で再び地表に出る。御坂神社裏手の愛宕山で鋼管・暗渠となり（④）、御坂サイフォン橋（⑤）を経て兵庫県立三木総合防災公園内を抜け（⑥⑦）、神戸電鉄粟生線広野ゴルフ場前駅前の五百蔵池（⑧）で三木市を流れる別所支線と相野支線が分岐する（⑨）。相野支線は稲美町にあった旧日本陸軍の三木（相野）飛行場において軍需用にも利用された。 広野ゴルフ倶楽部に接する宮ヶ谷調整池（⑩）では大正8年から山田川疎水も合流し、淡山疏水と呼ばれるようになった。一度山田川疎水との合流幹線となり（⑪）神戸市西区神出町東の老ノ口分水所（⑫）で山田川疎水に合わせて造られた岩岡支線と分岐。淡河疎水旧本線は西区神出町紫合の練部屋分水所（⑬）で稲美町を流れる加古支線（一部は加古大溝）・草谷支線・天満支線・蛸草支線・印南支線（印南はさらに手中と森安支流）へと分岐し（⑭⑮）、さらに枝分かれして多くのため池に注ぎ込む。加古支線の一部は加古大溝経由で加古大池へ、天満支線はいなみ野水辺の里公園を形成する溝ヶ沢池などへ、森安支線は天満大池公園へ給水し、青之井用水を補完しつつ、末端は加古川市の平木橋を経て平木池（埋め立てられ現存せず）や寺田池などへと至る。 排水は別所・相野支線は草谷川、天満・蛸草・手中支線が曇川・国安川、印野支線は喜瀬川や清水川を経て瀬戸内海へと放流される。 また芥子山隧道内で分岐した支流の一部は三木市緑が丘町と志染町自由が丘で地表に現れ（⑰）、四合谷川・藪下川（⑱）として住宅街の生活環境（人間居住科学）や緑化景観を形成し、細目川として志染川（淡河川）に還流する。 | 淡河疎水をたどる ①淡河疎水の頭首工（取水口）②淡河町を流れる淡河疎水③東播用水事業で改修された淡河疏水（国道との立体交差）④御坂サイフォン橋へ至る導水管（御坂神社裏の愛宕山）⑤御坂サイフォン橋⑥勾配を登った淡河疎水の吐口（三木市防災公園）⑦三木市防災公園内を流れる淡河疎水⑧五百蔵池⑨広野ゴルフ場前駅脇を流れる淡河疎水別所・相野支線⑩山田川疎水が合流する宮ヶ谷調整池（大堤池） ⑪淡山疎水（淡河＋山田川疎水）合流幹線⑫老ノ口分水所⑬練部屋分水所⑭練部屋で分水した印南支線⑮練部屋で分水した蛸草(左)・天満(中)・草谷(右)支線⑯手中支線に架かるレンガ造りの掌中橋水路⑰緑が丘町の住宅街を流れる淡河疏水⑱自由が丘の住宅街から藪下川として排水 |

## 主な橋・隧道
- 御坂サイフォン橋（眼鏡橋）（全長54m・全高12m）
- 平木橋・掌中橋（水路橋）
- 芥子山隧道（約682m）